# ستندال

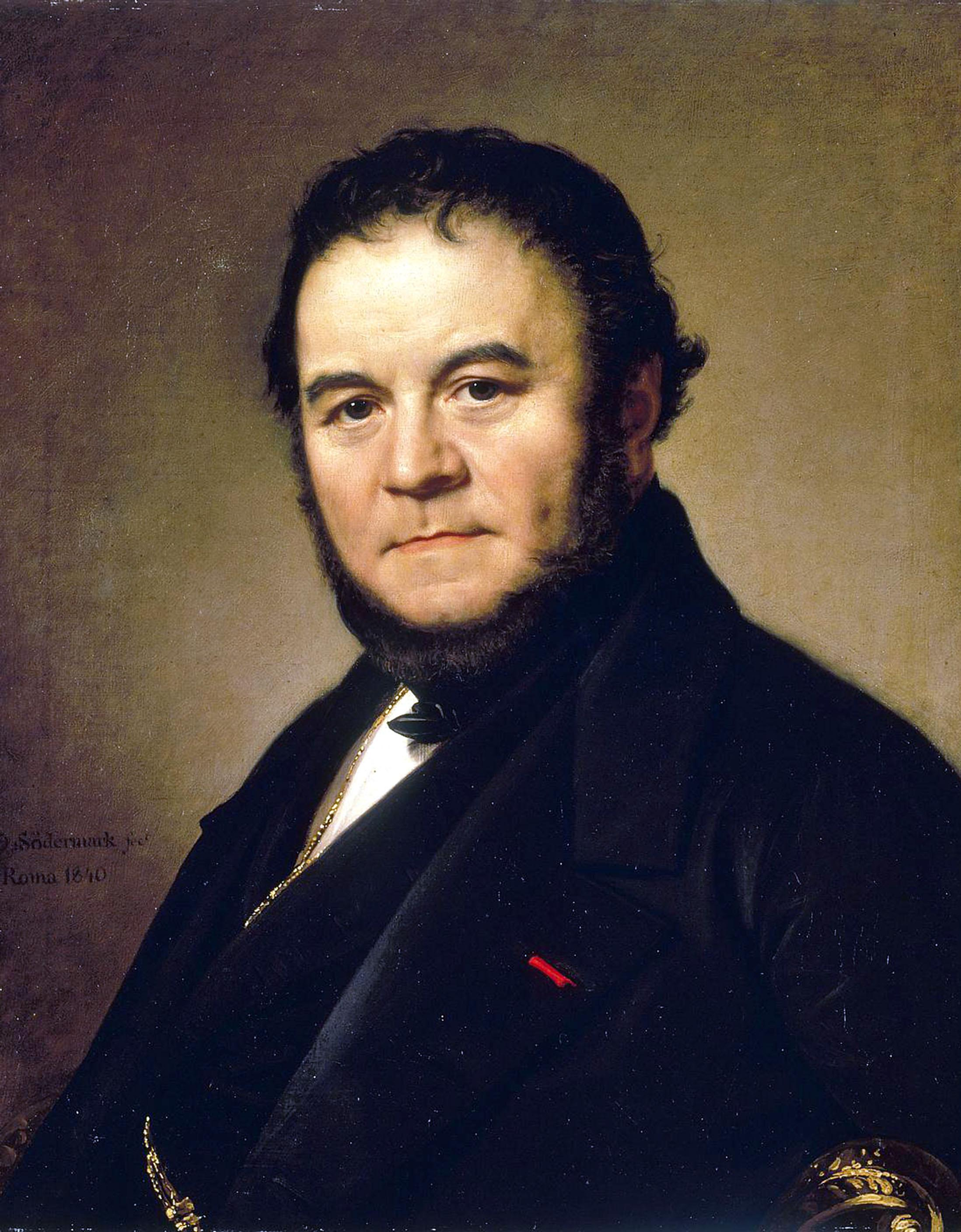

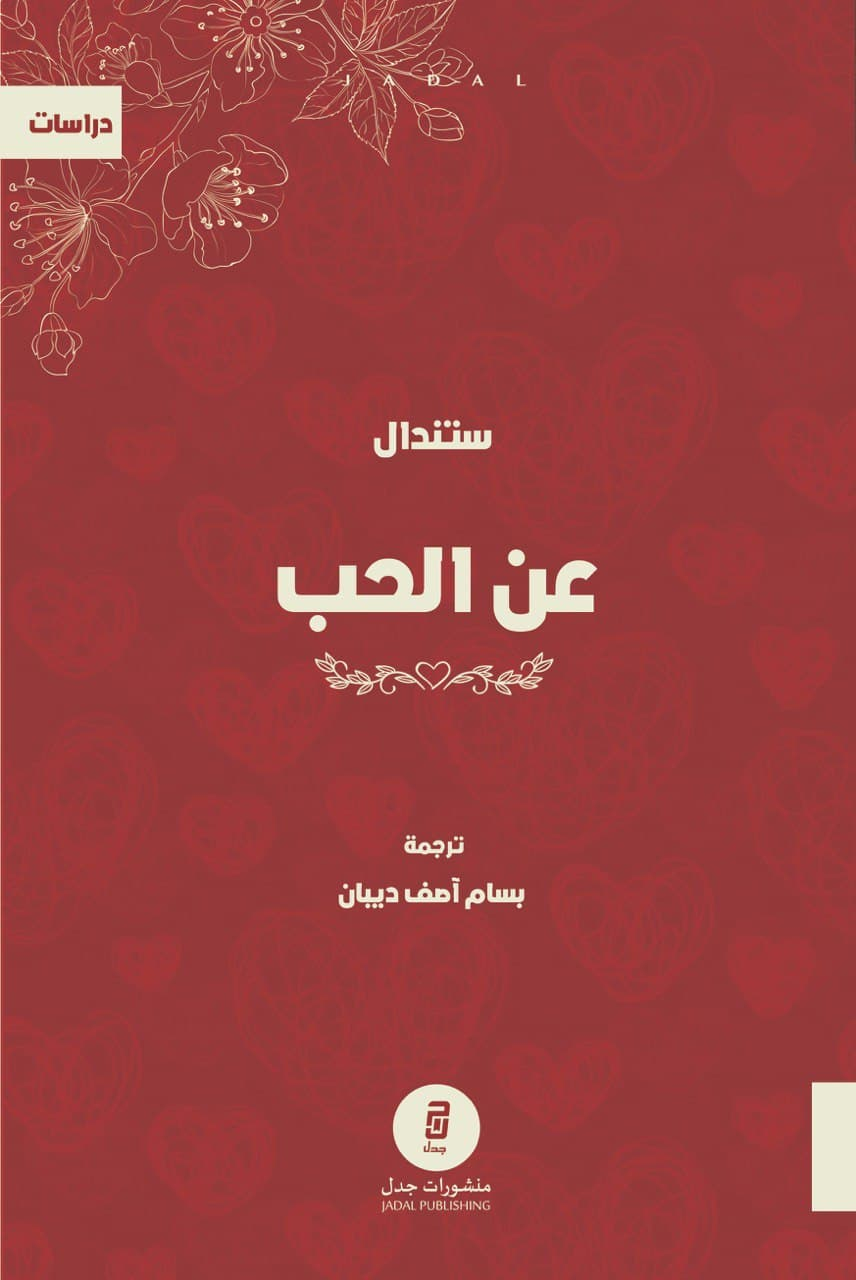
غلاف كتاب عن الحب، من إصدارات منشورات جدل

ستندال (بالفرنسية: Stendhal)‏ (1783-1842) روائي فرنسي. اسمه الحقيقي ماري هنري بيل Marie Henri Beyle يُعتبر أحد أبرز وجوه الأدب الفرنسي في القرن التاسع عشر. اتسمت أفكاره، الرومانتيكية الطابع، بسخرية بارعة، وبنفاذ نادر إلى أعماق النفس البشرية، وبنزوع واضح إلى النقد الاجتماعي. أشهر رواياته «الأحمر والأسود» le Rouge et le noir (عام 1830)
ويعتبر علامة بارزة في الأدب الفرنسي في القرن التاسع عشر، قرن الثورة الصناعية والثقافية معاً، خاصة في روايتيه الشهيرتين «الأحمر والأسود» و«دير بارم» وتأتي أهمية أدب ستندال في التحليل النفسي الواقعي للشخصيات، وكانت علاقته بالثقافة الإيطالية مصدراً لإغناء تجربته، كما كان اهتمامه بالموسيقى مصدراً آخر لهذه التجربة، حيث كتب عن أهم العازفين في عصره: سيماروزا، موزار، روسيني، وربما كان هذا الاهتمام المشترك بالموسيقى بين ستندال والمؤلف على الشوك هو العنصر الأول في إنجاز هذا الكتاب.

## أعماله
- تاريخ الرسم في إيطاليا
- الأحمر والأسود، باريس عام 1830.
- عن الحب.

## روابط خارجية
- ستندال على موقع IMDb (الإنجليزية)
- ستندال على موقع الموسوعة البريطانية (الإنجليزية)
- ستندال على موقع ألو سيني (الفرنسية)
- ستندال على موقع ميوزك برينز (الإنجليزية)
- ستندال على موقع قاعدة بيانات الأفلام السويدية (السويدية)
- ستندال على موقع إن إن دي بي (الإنجليزية)
- ستندال على موقع ديسكوغز (الإنجليزية)
- ستندال على موقع قاعدة بيانات الفيلم (الإنجليزية)
- ستندال على موقع كينوبويسك (الروسية)